# The Man Who Wasn't There (2001)
The Man Who Wasn't There is een Amerikaanse misdaadkomedie uit 2001 onder regie van Joel en Ethan Coen. De productie werd genomineerd voor de Oscar voor beste cinematografie en de Golden Globes voor beste dramafilm, beste filmscenario en beste hoofdrolspeler in een dramafilm (Billy Bob Thornton). The Man Who Wasn't There kreeg meer dan twintig andere prijzen daadwerkelijk toegekend, waaronder zowel de BAFTA als de Satellite Award voor beste cinematografie en de prijs voor beste regisseur op het Filmfestival van Cannes 2001 (gedeeld met David Lynch voor Mulholland Dr.).

## Verhaal
Als Creighton Tolliver geknipt wordt door kapper Ed Crane, vertelt hij Crane over een zakendeal. Tolliver wil investeren in stomerijen, maar komt 10.000 dollar tekort om de deal rond te maken. Ed is geïnteresseerd en zegt dat hij het geld binnen een week zal hebben. Hij heeft een idee om aan het geld te komen. Hij besluit  'Big Dave'  te chanteren met zijn overspel. Het lijkt allemaal de goede kant op te gaan totdat Big Dave doorkrijgt wie hem chanteert. 

## Rolverdeling
- Billy Bob Thornton als Ed Crane
- Frances McDormand als Doris Crane
- Michael Badalucco als Frank
- James Gandolfini als Big Dave Brewster
- Katherine Borowitz als Ann Nirdlinger Brewster
- Jon Polito als Creighton Tolliver
- Scarlett Johansson als Birdy Abundas
- Tony Shalhoub als Freddy Riedenschneider
- Richard Jenkins als Walter Abundas
- Christopher Kriesa als Officer Persky
- Brian Haley als Officer Krebs
- Jack McGee als P.I. Burns
- Adam Alexi-Malle als Jacques Carcanogues
- Christopher McDonald als Macadam Salesman